# Souk Ahras (distrito)
Souk Ahras é um distrito localizado na província de Souk Ahras, Argélia.[carece de fontes?] Sua capital é a cidade de mesmo nome.

## Comunas
O distrito consiste em apenas uma única comuna:
- Souk Ahras